# Hélène de Thoury

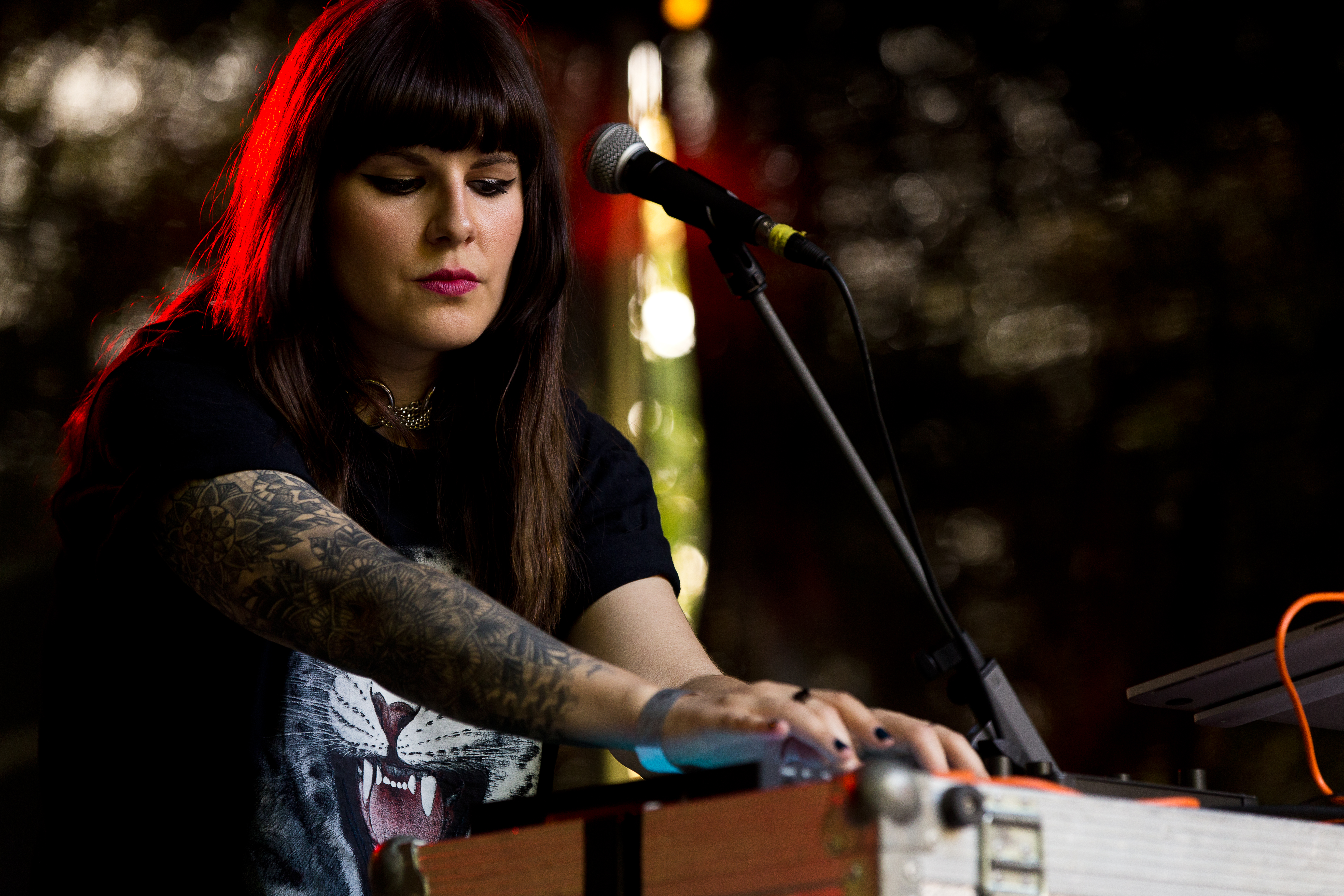
Hélène de Thoury als „Hante.“ im Jahr 2016 während der Nocturnal Culture Night

Hélène de Thoury ist eine französische Musikerin aus dem Bereich Cold Wave. Sie tritt unter ihrem Künstlernamen „Hante.“ auf und lebt in Paris. Bekannt wurde sie durch ihre Beteiligung an dem Dark-Wave-Projekt Phosphor. Seither brachte sie sich in verschiedene Musikprojekte ein. Zusammen mit Amandine Stioui bildete sie das Duo Minuit Machine und 2014 begann sie als „Hante.“ ein Soloprojekt. Sie singt sowohl in englischer als auch in französischer Sprache. Mit unterschiedlichen Projekten trat sie in Leipzig während des Wave-Gotik-Treffens auf. Im Dezember 2022 musste sie aus gesundheitlichen Gründen die musikalische Arbeit beenden.

## Diskografie (Alben)
mit Phosphor
- 2013: Youth and Immortality (Desire Records)

mit Minuit Machine
- 2013: Blue Moon (Selbstverlag)
- 2014: Live and Destroy (Desire Records)
- 2015: Violent Rains (No Emb Blanc)
- 2019: Infrarouge (Synth Religion)

als Hante.
- 2014: Her Fall and Rise (Stellar Kinematics)
- 2016: No Hard Feelings (Synth Religion)
- 2016: This Fog That Never Ends (Synth Religion)
- 2017: Between Hope & Danger (Synth Religion)
- 2019: Fierce (Synth Religion)
- 2021: Morning Tsunami (Synth Religion)